# 我喜歡 (蜜桃貓朵佳歌曲)
〈我喜歡〉是美国说唱歌手蜜桃貓朵佳與古驰·马恩的合作單曲，是蜜桃貓朵佳第二张录音室专辑《Hot Pink》的第六首单曲，于2020年5月12日日由科莫萨贝唱片和RCA唱片派台播出。